# Guayquichuma
Guayquichuma ist eine Parroquia rural („ländliches Kirchspiel“) im Kanton Catamayo der ecuadorianischen Provinz Loja. Verwaltungssitz ist die Ortschaft El Prado. Die Parroquia besitzt eine Fläche von 105,95 km². Beim Zensus 2010 wurden 383 Einwohner gezählt.

## Lage
Die Parroquia Guayquichuma liegt in den Anden im Süden von Ecuador. Das Areal liegt in Höhen zwischen 680 m und 2800 m. Entlang der südwestlichen Verwaltungsgrenze fließt der Río Yaguachi, linker Quellfluss des Río Puyango, nach Nordwesten. Im Norden reicht das Areal bis zum Río Ambacos, ein linker Nebenfluss des Río Pindo. Der 850 m hoch gelegene Hauptort El Prado befindet sich 30 km nordwestlich des Kantonshauptortes Catamayo. Die Straßenverbindung Loja–Portovelo führt an El Prado vorbei.
Die Parroquia Guayquichuma grenzt im Norden an die Provinz El Oro mit der Parroquia Salatí (Kanton Portovelo), im Osten an die Parroquia El Cisne (Kanton Loja), im Süden an die Parroquia Zambi, im Südwesten an die Parroquia La Tingue (Kanton Olmedo) sowie im Westen an die Parroquias Chaguarpamba und El Rosario (beide im Kanton Chaguarpamba).

## Orte und Siedlungen
In der Parroquia Guayquichuma gibt es neben dem Hauptort El Prado mit 88 Einwohnern noch 6 Barrios: Chiguango Alto (50 Einwohner), Chiguango Bajo (110 Einwohner), El Tambo (25 Einwohner), La Primavera (50 Einwohner), Rumipotrero (35 Einwohner) und Santa Ana (25 Einwohner).

## Geschichte
Guayquichuma gehörte ursprünglich zur Parroquia San Pedro de la Bendita im Kanton Loja. Am 29. August 1957 wurde die Parroquia Guayquichuma gegründet. Im Jahr 1981 ging sie an den neu gegründeten Kanton Catamayo über.